# Zaireichthys camerunensis
Zaireichthys camerunensis е вид лъчеперка от семейство Amphiliidae.

## Разпространение
Този вид е разпространен в Гвинея и Камерун.

## Описание
На дължина достигат до 3,3 cm.